# Петропавлівська сільська рада (Білгород-Дністровський район)
Петропа́влівська сільська́ ра́да — орган місцевого самоврядування в Петропавлівської сільської громади у Білгород-Дністровському районі Одеської області.

## Склад ради
Рада складається з 26 депутатів та голови.
- Голова ради:Чернова Оксана Миколаївна
- Секретар ради:

### Керівний склад попередніх скликань
| Прізвище, ім'я, по батькові | Основні відомості                                                                       | Дата обрання | Дата звільнення |
| --------------------------- | --------------------------------------------------------------------------------------- | ------------ | --------------- |
| Колишкін Микола Іванович    | Сільський голова, 1958 року народження, освіта середня спеціальна, безпартійний         | 26.03.2006   | 31.10.2010      |
| Колишкін Микола Іванович    | Сільський голова, 1958 року народження, освіта середня спеціальна, член Партії регіонів | 31.10.2010   | 25.10.2015      |

Примітка: таблиця складена за даними сайту Верховної Ради України

### Депутати
За результатами місцевих виборів 2010 року депутатами ради стали:

#### За суб'єктами висування
| Суб'єкт висування                                       | Кількість обраних депутатів | %    |
| ------------------------------------------------------- | --------------------------- | ---- |
| Самовисування                                           | 6                           | 37,5 |
| Партія регіонів                                         | 4                           | 25   |
| Соціалістична партія України                            | 2                           | 12,5 |
| Всеукраїнська партія «Нова Сила»                        | 1                           | 6,3  |
| Партія Пенсіонерів України                              | 1                           | 6,3  |
| Політична партія Всеукраїнське об'єднання «Батьківщина» | 1                           | 6,3  |
| Політична партія «Сильна Україна»                       | 1                           | 6,3  |

#### За округами
| № округу                                                | Прізвище, ім'я, по батькові   | Дата визнання обраним | Освіта  | Партійна приналежність                        | Відомості про обраного депутата                                           |
| ------------------------------------------------------- | ----------------------------- | --------------------- | ------- | --------------------------------------------- | ------------------------------------------------------------------------- |
| Всеукраїнська партія «Нова Сила»                        |                               |                       |         |                                               |                                                                           |
| 14                                                      | Лохматов Кирило Степанович    | 02.11.2010            | середня | член Всеукраїнської партії «Нова сила»        | ясла-садок, робоча                                                        |
| Партія Пенсіонерів України                              |                               |                       |         |                                               |                                                                           |
| 12                                                      | Масалига Микола Миколайович   | 02.11.2010            | вища    | член Партії пенсіонерів України               | пенсіонер                                                                 |
| Партія регіонів                                         |                               |                       |         |                                               |                                                                           |
| 2                                                       | Стрельчук Тетяна Павлівна     | 02.11.2010            | вища    | член Партії регіонів                          | загальноосвітня школа, медсестра                                          |
| 5                                                       | Чернова Оксана Миколаївна     | 02.11.2010            | вища    | член Партії регіонів                          | сільська рада, землевпорядник                                             |
| 9                                                       | Стрельчук Світлана Михайлівна | 02.11.2010            | вища    | член Партії регіонів                          | сільська рада, секретар                                                   |
| 10                                                      | Несміянова Наталя Василівна   | 02.11.2010            | вища    | член Партії регіонів                          | сільська рада, бухгалтер                                                  |
| Політична партія Всеукраїнське об'єднання «Батьківщина» |                               |                       |         |                                               |                                                                           |
| 6                                                       | Юрєва Людмила Харитонівна     | 02.11.2010            | середня | член Всеукраїнського об'єднання «Батьківщина» | сільськогосподарський виробничий кооператив «Петропавліський», обліковець |
| Політична партія «Сильна Україна»                       |                               |                       |         |                                               |                                                                           |
| 3                                                       | Казак Людмила Миколаївна      | 02.11.2010            | вища    | член Політичної партії «Сильна Україна»       | сільська рада, фахівець                                                   |
| Соціалістична партія України                            |                               |                       |         |                                               |                                                                           |
| 4                                                       | Кожокар Тетяна Федорівна      | 02.11.2010            | вища    | член Соціалістичної партії України            | загальноосвітня школа, секретар                                           |
| 11                                                      | Харламова Ірина Семенівна     | 02.11.2010            | вища    | член Соціалістичної партії України            | ясла-садок, вихователь                                                    |
| Самовисування                                           |                               |                       |         |                                               |                                                                           |
| 1                                                       | Чихічина Наталя Петрівна      | 02.11.2010            | вища    | позапартійна                                  | тимчасово не працює                                                       |
| 7                                                       | Пантінов Василь Терентійович  | 02.11.2010            | середня | позапартійний                                 | приватний підприємець                                                     |
| 8                                                       | Корогло Петро Миколайович     | 02.11.2010            | середня | позапартійний                                 | пенсіонер                                                                 |
| 13                                                      | Харламова Ірина Семенівна     | 02.11.2010            | середня | позапартійна                                  | пенсіонер                                                                 |
| 15                                                      | Подзолова Оксана Вікторівна   | 02.11.2010            | вища    | позапартійна                                  | загальноосвітня школа, вчитель                                            |
| 16                                                      | Дорофєєв Іван Захарович       | 02.11.2010            | середня | позапартійний                                 | ТОВ «Агросвіт», директор                                                  |